# 苗村郁代
苗村郁代（日语：／ Namura Ikuyo，1969年5月13日—），兵庫縣龍野市出身，日本女子排球运动员。她曾代表日本国家队参加1992年夏季奥林匹克运动会排球比赛，获得第五名。